# Вера-Крус (Риу-Гранди-ду-Сул)
Вера-Крус (порт. Vera Cruz) — муниципалитет в Бразилии, входит в штат Риу-Гранди-ду-Сул. Составная часть мезорегиона Восточно-центральная часть штата Риу-Гранди-ду-Сул. Входит в экономико-статистический микрорегион Санта-Крус-ду-Сул. Население составляет 23 804 человека на 2006 год. Занимает площадь 309,620 км². Плотность населения — 76,9 чел./км².

## История
Город основан 30 января 1959 года.

## Статистика
- Валовой внутренний продукт на 2003 составляет 272 608 309,00 реалов (данные: Бразильский институт географии и статистики).
- Валовой внутренний продукт на душу населения на 2003 составляет 12 032,50 реалов (данные: Бразильский институт географии и статистики).
- Индекс развития человеческого потенциала на 2000 составляет 0,791 (данные: Программа развития ООН).

## География
Климат местности: субтропический. В соответствии с классификацией Кёппена, климат относится к категории Cfa.